# Prabodh Chandra Bagchi

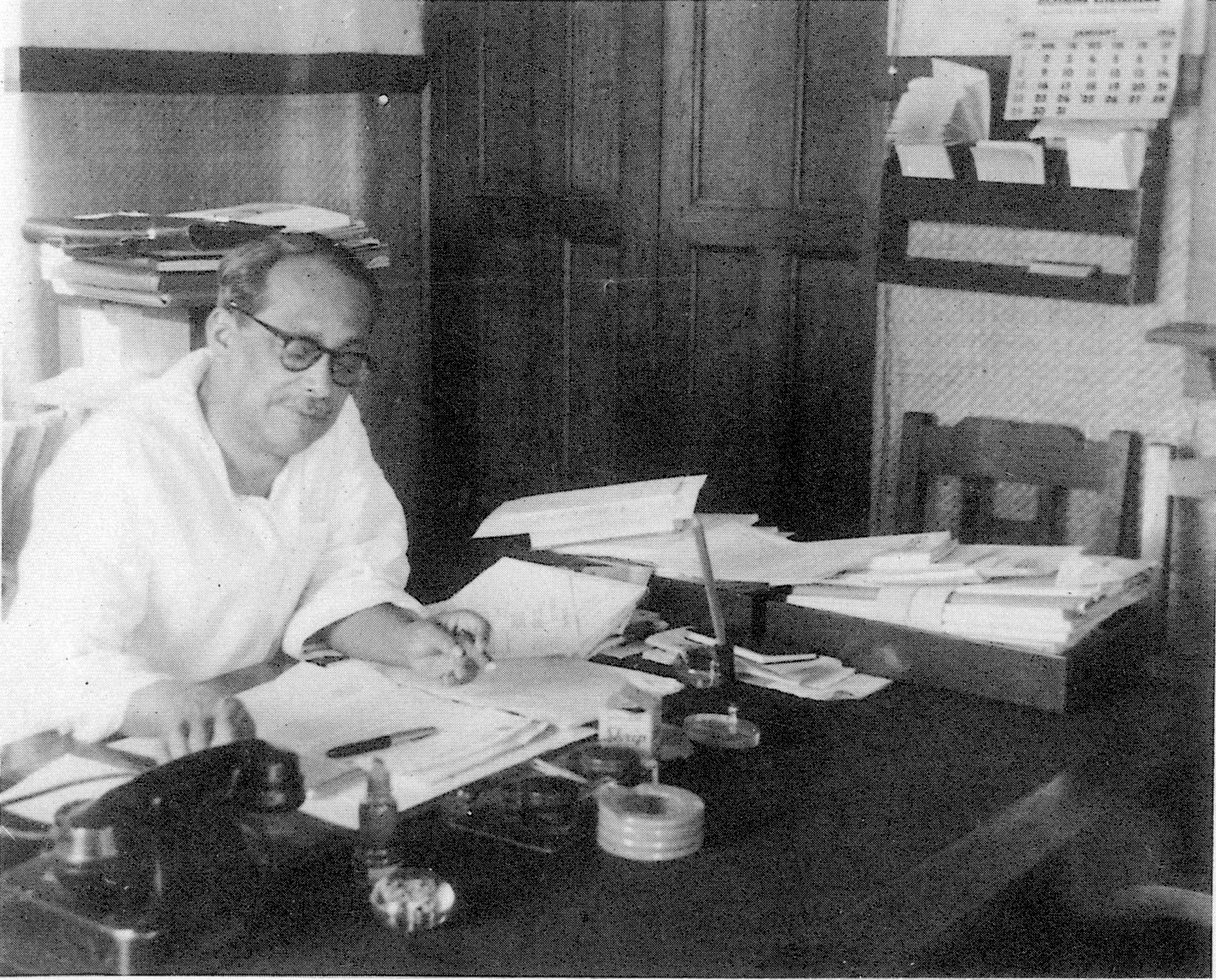
Prabodh Chandra Bagchi bei der Arbeit.

Prabodh Chandra Bagchi (geb. 1898; gest. 1956) war ein indischer Indologe, Linguist und Sinologe. 
Einen Schwerpunkt seiner Forschungen bildeten die Übersetzer und Übersetzungen des Buddhistischen Kanons in China sowie die frühen Kontakte zwischen den beiden Ländern. 
Er war Director of Research Studies an der Visva-Bharati University in Shantiniketan.

## Werke
- Le canon bouddhique en Chine. Les traducteurs et les traductions. Geuthner, Paris 1927–1938 (2 Bde.) Digitalisate I, II
- Deux lexiques sanskrit-chinois. Fan yu tsa ming de Li Yen et Fan yu ts'ien tseu wen de Yi-tsing. 2 Bände. P. Geuthner, Paris 1929–1937
- Studies in the Tantras. Calcutta. University of Calcutta, 1939
- India and China. A thousand years of cultural relations. 2. ed., rev. and enl., Bombay 1950 Digitalisat
- Expansion of Buddhism in India and Northern Countries in 2500 years of Buddhism, Hrsg. von Purushottam Vishvanath Bapat, New Delhi, 1956

| Personendaten    | Personendaten                             |
| ---------------- | ----------------------------------------- |
| NAME             | Bagchi, Prabodh Chandra                   |
| KURZBESCHREIBUNG | indischer Indologe, Linguist und Sinologe |
| GEBURTSDATUM     | 1898                                      |
| STERBEDATUM      | 1956                                      |